# Hyperophora gracilis
Hyperophora gracilis är en insektsart som beskrevs av Rehn, J.A.G. 1907. Hyperophora gracilis ingår i släktet Hyperophora och familjen vårtbitare. Inga underarter finns listade i Catalogue of Life.